# Ampere Computing
Ampere Computing LLC és una empresa nord-americana de semiconductors sense fables amb seu a Santa Clara, Califòrnia, que desenvolupa processos per a servidors que operen en entorns a gran escala. Ampere també té oficines a: Portland, Oregon; Taipei, Taiwan; Raleigh, Carolina del Nord; Bangalore, Índia; Varsòvia, Polònia; i Ciutat Ho Chi Minh, Vietnam.

## Història
Ampere Computing va ser fundada a la tardor de 2017 per Renée James, expresidenta d'Intel amb finançament de The Carlyle Group. James va adquirir un equip de MACOM Technology Solutions (abans AppliedMicro) a més de diverses contractacions del sector per iniciar l'empresa. Ampere Computing és un llicenciatari d'arquitectura ARM i desenvolupa els seus propis microprocessadors de servidor. Ampere fabrica els seus productes a TSMC.
L'abril de 2019, Ampere va anunciar la seva segona ronda d'inversió important, inclosa la inversió d'Arm Holdings i Oracle Corporation. El juny de 2019, Nvidia va anunciar una associació amb Ampere per donar suport a l'arquitectura de dispositius unificats de càlcul (CUDA). El novembre de 2019, Nvidia va anunciar una plataforma de disseny de referència per a servidors basats en ARM accelerats per unitats de processament gràfic (GPU), inclòs Ampere.

## Productes
Ampere desenvolupa processadors i nuclis de CPU basats en ARM natius al núvol sota les seves marques Altra. S'utilitzen en bases de dades, codificació de mitjans, serveis web, acceleració de xarxa, jocs mòbils, processament d'inferències d'IA i altres aplicacions i programes que necessiten escalar.
El 5 de febrer de 2018, Ampere va anunciar l'eMAG 8180 amb nuclis Skylark 32x fabricats amb el procés 16FF+ de TSMC. Admet un turbo de fins a 3,3 GHz amb un TDP de 125 W, DDR4 de 8 canals de 64 bits, DDR4 de fins a 1 TB per sòcol i carrils PCIe 3.0 42x. Els nuclis de Skylark es van basar en X-Gene 3 d'AppliedMicro. Packet ofereix servidors amb eMAG 8180 i 128 GB DRAM, 480 SSD GB i 2x 10 Xarxa de Gbit/s. El 19 de setembre de 2018, Ampere va anunciar la disponibilitat d'una versió amb nuclis 16x Skylark.